# 延边米酒
延边米酒是延边出产的一类米酒。延边米酒以满洲国时期曾为皇室贡米的当地特产水稻为主料，经低温密闭酿制而成。延边米酒颜色比黄酒稍白，但不及白酒透明；酒精度数较低，其酿造历史以有上千年。延边米酒现多由各户以手工方式独自生产，鲜有大规模工厂化量产；因每家工艺不一，产品味道、质量也不尽相同，因此尚未像韩国米酒那样形成任何品牌优势。